# Fairfield (Califórnia)
Fairfield é uma cidade localizada no estado americano da Califórnia, no condado de Solano, do qual é sede. Foi incorporada em 12 de dezembro de 1903.

## Geografia
De acordo com o United States Census Bureau, a cidade tem uma área de 97,5 km², onde 96,8 km² estão cobertos por terra e 0,6 km² por água.

### Localidades na vizinhança
O diagrama seguinte representa as localidades num raio de 24 km ao redor de Fairfield.

## Demografia
Segundo o censo nacional de 2010, a sua população é de 105 321 habitantes e sua densidade populacional é de 1 087,58 hab/km². É a segunda cidade mais populosa do condado de Solano. Possui 37 184 residências, que resulta em uma densidade de 383,97 residências/km².